# Gregg Braden
Gregg Braden (28. června 1954, Missouri, USA) je americký vědec a spisovatel.

## Přínos
Od roku 1986 pátrá Gregg Braden v zapadlých vysokohorských vesnicích a klášterech, kde studuje zapomenuté texty, které propojuje s nejnovějšími vědeckými poznatky.

## Dílo
- Gregg Braden, Hluboká pravda, Metafora 2012
- Gregg Braden, Zapomenutá tajemství hovorů s Bohem, Metafora 2015
- Gregg Braden, Co je člověk, Eugenika 2018
- Gregg Braden, Bod obratu, Metafora, 2015
- Gregg Braden, Lauber Lynn, Propojení, Pragma 2012
- Gregg Braden, Matrix Božský zdroj, Columbus 2012
- Gregg Braden, Smysl změn 2012 a další vývoj Země, Eugenika 2010